# George Strait
Pour les articles homonymes, voir Harvey et Strait.
George Harvey Strait, né le 18 mai 1952 à Poteet dans le Texas, est un chanteur américain de musique country. Connu pour son style honky tonk country western, il est désigné parfois sous le nom du « King of Country ». Très populaire dans son pays, il est l'un des meilleurs vendeurs de disques au monde.

## Biographie
George Harvey Strait est né le 18 mai 1952 à Poteet, Texas. Il a grandi à Pearsall où son père, Byron Strait, était professeur de mathématique. Il a passé son enfance dans un ranch où sa famille travaillait pendant les week-ends et les vacances. À l'âge de 9 ans, son père et sa mère, Doris Couser Strait, divorcent. Sa mère déménage avec sa sœur, Percy. George et son frère ont été élevés par leur père.
George a commencé à s'intéresser à la musique quand il était au lycée où il a joué dans un groupe de rock.

## Vie personnelle
Il est marié avec Norma Voss.
Il a un fils, George Strait, Jr plus connu sous le nom « Bubba ».
Le 25 juin 1986, leur fille, Jenifer, a été tuée dans un accident de voiture à San Marcos au Texas à l'âge de 13 ans. Sa famille a créé une fondation, The Jenifer Lynn Strait Foundation.
Le 2 février 2012, il devient grand-père d'un petit garçon, George H. Strait III en hommage à son grand-père.
George aime la chasse, la pêche, le ski, jouer au golf, et faire de la moto.

## Discographie

### Albums studio
| Année | Album                                 | US Country | US 200 | Certification     |
| ----- | ------------------------------------- | ---------- | ------ | ----------------- |
| 1981  | Strait Country                        | 26         |        | Platinum          |
| 1982  | Strait from the Heart                 | 18         |        | Platinum          |
| 1983  | Right or Wrong                        | 1          | 163    | Platinum          |
| 1984  | Does Fort Worth Ever Cross Your Mind  | 1          | 150    | Platinum          |
| 1985  | Something Special                     | 1          |        | Platinum          |
| 1986  | #7                                    | 1          | 127    | Platinum          |
| 1987  | Ocean Front Property                  | 1          | 117    | Platinum          |
| 1988  | If You Ain't Lovin', You Ain't Livin' | 1          | 87     | Platinum          |
| 1989  | Beyond the Blue Neon                  | 1          | 92     | Platinum          |
| 1990  | Livin' It Up                          | 1          | 35     | Platinum          |
| 1991  | Chill of an Early Fall                | 4          | 45     | Platinum          |
| 1992  | Holding My Own                        | 5          | 33     | Platinum          |
| 1992  | Pure Country                          | 1          | 6      | 6× Multi-Platinum |
| 1993  | Easy Come, Easy Go                    | 2          | 5      | 2× Multi-Platinum |
| 1994  | Lead On                               | 1          | 26     | 2× Multi-Platinum |
| 1996  | Blue Clear Sky                        | 1          | 7      | 3× Multi-Platinum |
| 1997  | Carrying Your Love with Me            | 1          | 1      | 3× Multi-Platinum |
| 1998  | One Step at a Time                    | 1          | 2      | 2× Multi-Platinum |
| 1999  | Always Never the Same                 | 2          | 6      | Platinum          |
| 2000  | George Strait                         | 1          | 7      | Gold              |
| 2001  | The Road Less Traveled                | 1          | 9      | Platinum          |
| 2003  | Honkytonkville                        | 1          | 5      | Platinum          |
| 2005  | Somewhere Down in Texas               | 1          | 1      | Platinum          |
| 2006  | It Just Comes Natural                 | 1          | 3      | Platinum          |
| 2008  | Troubadour                            | 1          | 1      | Platinum          |
| 2009  | Twang                                 | 1          | 1      | Gold              |
| 2011  | Here for a Good Time                  | 1          | 3      |                   |
| 2013  | Love Is Everything                    |            |        |                   |

## Filmographie
| Année | Film                                          | Rôle                   |
| ----- | --------------------------------------------- | ---------------------- |
| 1982  | The Soldier                                   | Lui-même               |
| 1992  | Pure Country                                  | Dusty Wyatt Chandler   |
| 1998  | L'Homme qui murmurait à l'oreille des chevaux | Musique seulement      |
| 2002  | Grand Champion                                | Lui-même               |
| 2003  | Les Rois du Texas                             | Voix de Cornell        |
| 2011  | Pure Country 2: The Gift                      | Une star de la country |